# Petra Mede
Pour les articles homonymes, voir Mede.
Petra Mede, née le 7 mars 1970 à Stockholm, est une humoriste, actrice et une animatrice de télévision suédoise.
En-dehors de son pays, elle est notamment connue pour avoir présenté le Concours Eurovision de la chanson en 2013, 2016 et 2024.

## Biographie

### Origine et enfance
Petra Mede a grandi à Partille, près de Göteborg (Suède). 

### Carrière
Dans les années 1990, elle est danseuse dans l'émission Dimanche Martin animée par Jacques Martin sur France 2[réf. nécessaire].
Elle est ensuite connue, dans les années 2000, pour ses rôles dans des émissions comiques suédoises comme Morgonsoffan et Parlamentet. Elle s'est également essayée au stand-up dans Stockholm Live. 
En 2009, elle présente le Melodifestivalen, où la chanson représentant la Suède au Concours Eurovision de la chanson 2009 est choisie. Elle succède dans ce rôle à Kristian Luuk. La même année, elle est élue meilleure humoriste du pays[réf. nécessaire].
En 2010, elle anime le Petra Mede Show.
Elle présente également des cérémonies de récompenses telles que les Guldbagge Awards et Kristallen.
Du 14 au 18 mai 2013, elle présente les demi-finales et la finale du Concours Eurovision de la chanson à Malmö en Suède.
En 2014, elle joue dans la comédie dramatique Medicinen réalisée par le cinéaste britannique Colin Nutley.
Le 31 mars 2015 à Londres, Petra Mede présente, avec l'animateur britannique Graham Norton, Eurovision's Greatest Hits, une émission célébrant le 60e anniversaire du Concours Eurovision de la Chanson et diffusée notamment sur BBC One.
Elle présente à nouveau le Concours Eurovision de la chanson, du 10 au 14 mai 2016, cette fois-ci à Stockholm en compagnie de Måns Zelmerlöw (le vainqueur suédois de l'Eurovision 2015).
De 2017 à 2019, elle joue Katja, l'un des rôles principaux de la série télévisée suédoise Notre grande famille.
En 2021 et 2022, elle anime, avec David Lindgren, Let's Dance, la version suédoise de Dancing With the Stars.
Le 5 février 2024, les organisateurs du Concours Eurovision de la chanson 2024 annoncent que Petra Mede présentera pour la troisième fois la compétition, du 7 au 11 mai à Malmö, aux côtés de l'actrice Malin Åkerman.
En 2025, elle apparait en entracte de la première demi-finale du Concours Eurovision de la chanson dans un numéro musical intitulé Made in Switzerland.

## Filmographie
- 2014 : Medicinen (Effets désirables), film de Colin Nutley : Eva
- 2017-2019 : Notre grande famille (série télévisée) : Katja

## Émissions présentées
- Stockholm Live (2007)
- Extra! Extra! (2007-2008)
- Parlamentet (2007-2009)
- Dubbat (2008)
- Hjälp! (2008)
- Morgonsoffan (2008)
- Det sociala spelet (2008)
- Musikmaskinen (2008)
- Melodifestivalen (2009)
- Snillen snackar (2009)
- Roast på Berns (2009)
- Cirkus Möller (2010)
- Petra Mede Show (2010)
- Välkommen åter (2010)
- 46e Guldbagge Award (2011)
- Maestro (2011 et 2013)
- 47e Guldbagge Award (2012)
- Concours Eurovision de la chanson 2013
- Kristallen (2014)
- 50e Guldbagge Award (2015)
- En clown till kaffet (2015)
- Eurovision Song Contest's Greatest Hits coprésenté avec Graham Norton (2015)
- 51e Guldbagge Award (2016)
- Concours Eurovision de la chanson 2016 coprésenté avec Måns Zelmerlöw
- 52e Guldbagge Award (2017)
- 53e Guldbagge Award (2018)
- Stjärnornas stjärna (2018-2020)
- Let's Dance (2021-2022) coprésenté avec David Lindgren
- Hjulet (2022)
- Concours Eurovision de la chanson 2024 coprésenté avec Malin Åkerman
- Concours Eurovision de la chanson 2025 invitée en entracte de la première demi-finale